# Forcipomyia quadriflava
Forcipomyia quadriflava är en tvåvingeart som beskrevs av Tokunaga 1959. Forcipomyia quadriflava ingår i släktet Forcipomyia och familjen svidknott. Inga underarter finns listade i Catalogue of Life.